# 構造色
構造色（こうぞうしょく、英語: structural color）は、光の波長あるいはそれ以下の微細構造による、分光に由来する発色現象を指す。身近な構造色にはコンパクトディスクやシャボン玉などが挙げられる。コンパクトディスクやシャボンには、それ自身には色がついていないが、その微細な構造によって光が干渉するため、色づいて見える。構造色の特徴として、見る角度に応じて、様々な色彩が見られることが挙げられる。色素や顔料と云った"色料"による発色と異なり、紫外線などにより脱色することがなく、繊維や自動車の塗装など工業的応用研究が進んでいる。

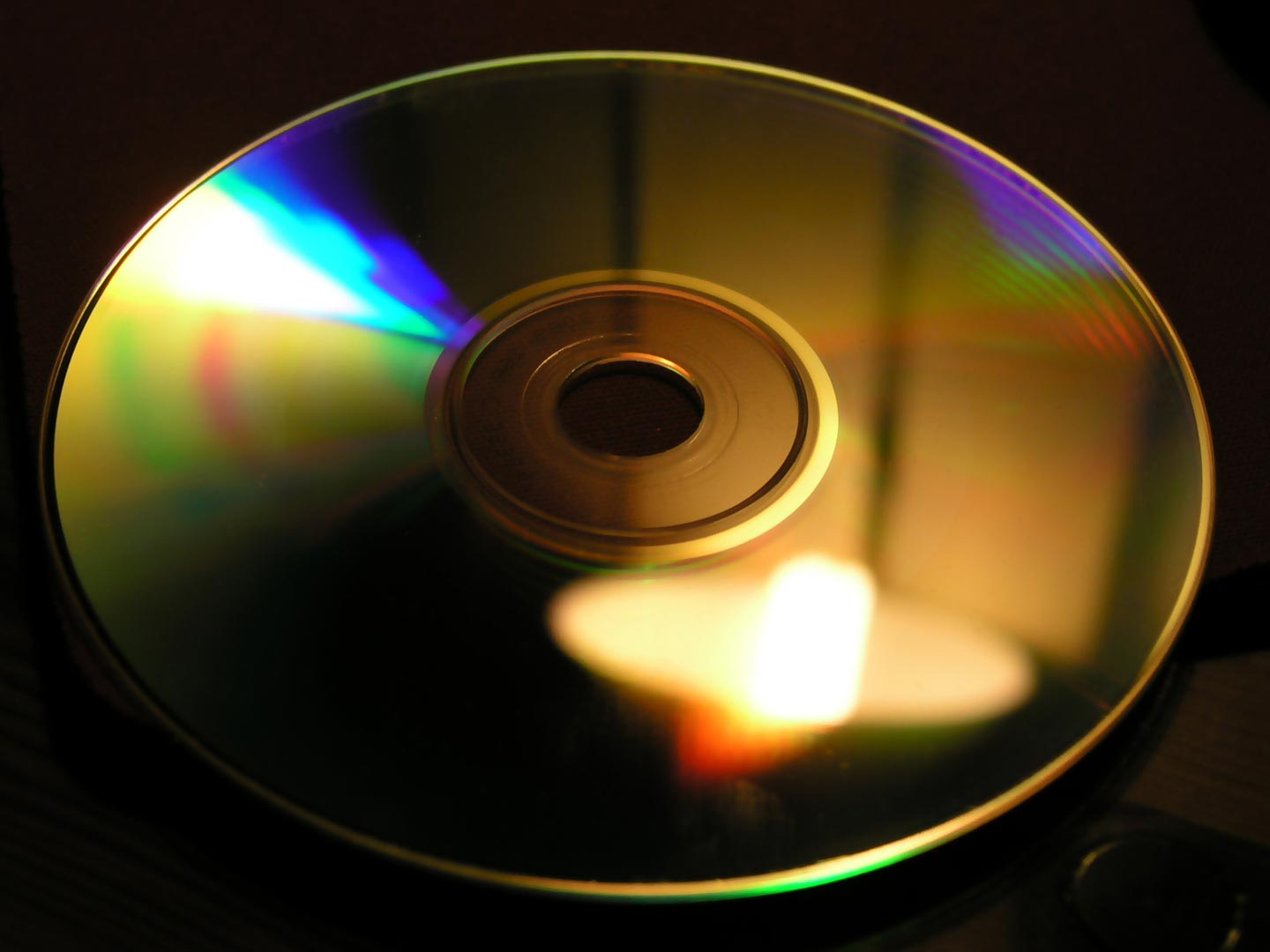
コンパクトディスク
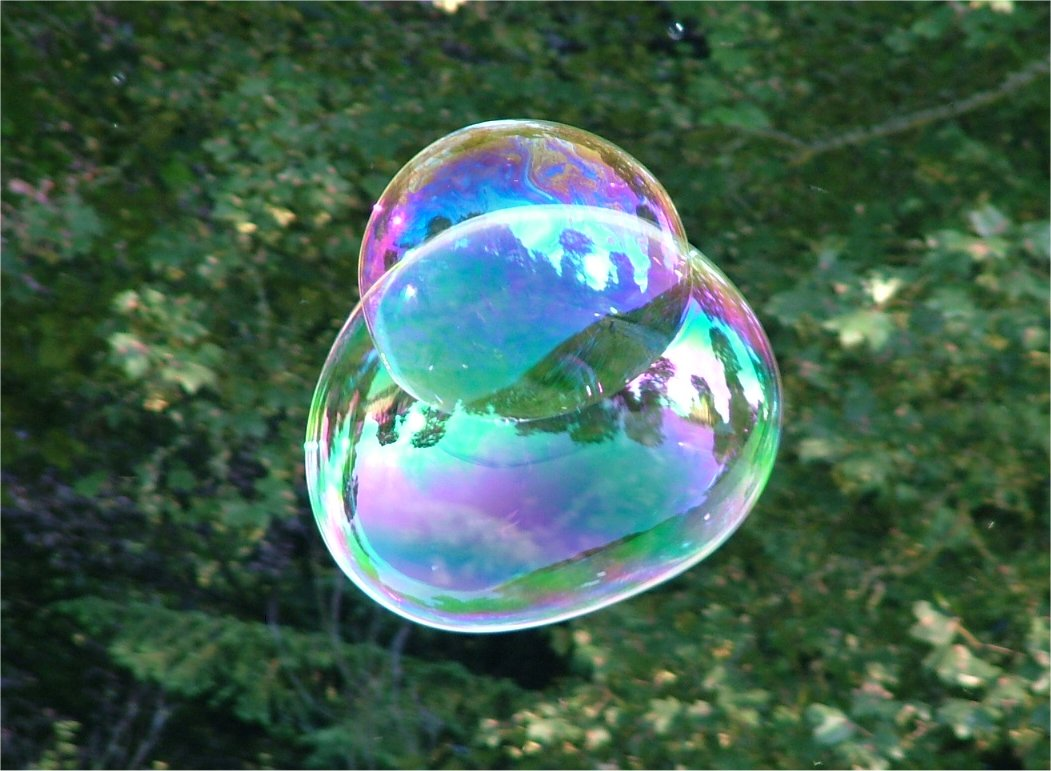
シャボン玉
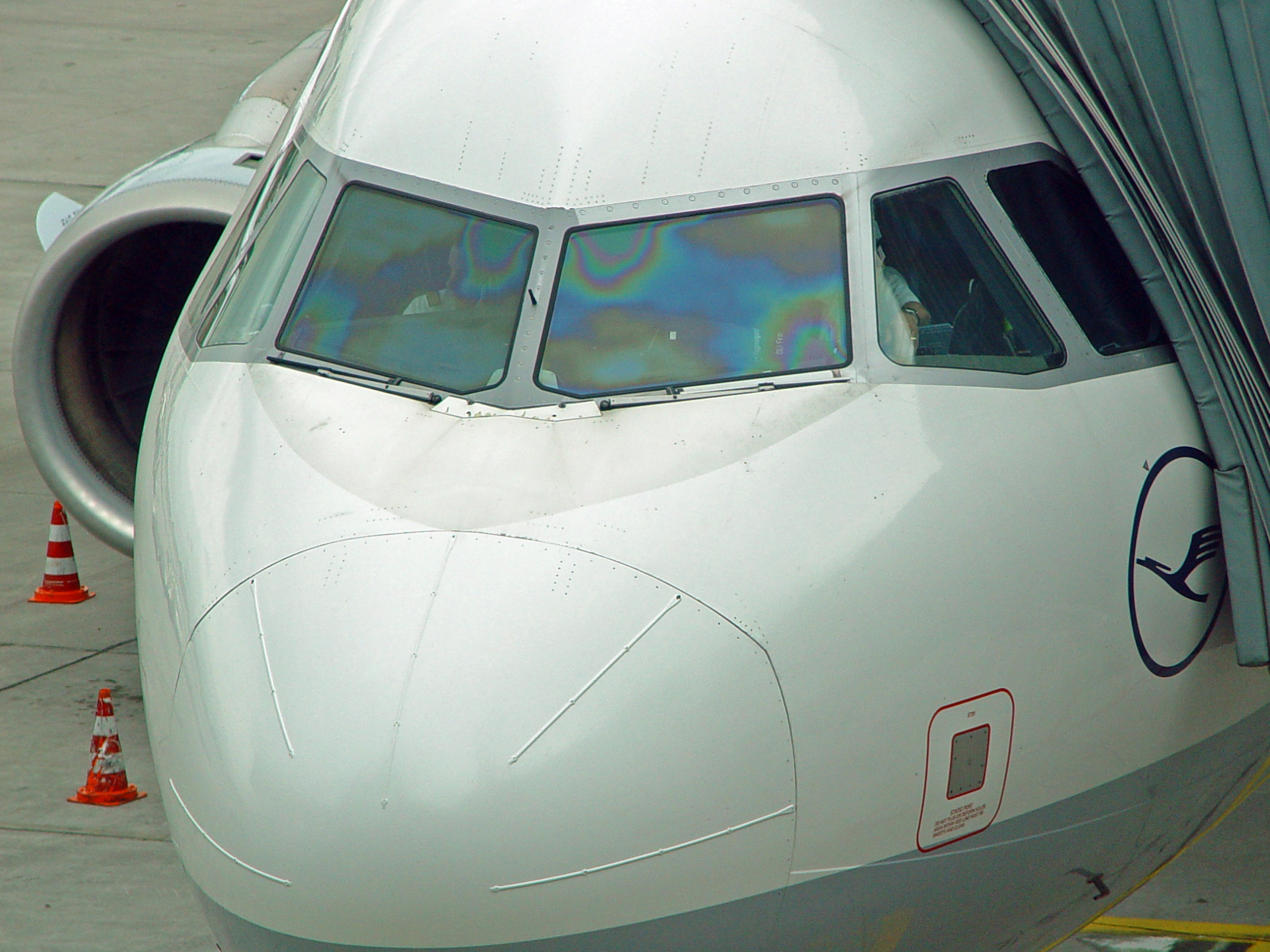
霜取りコーティングが施された航空機の窓
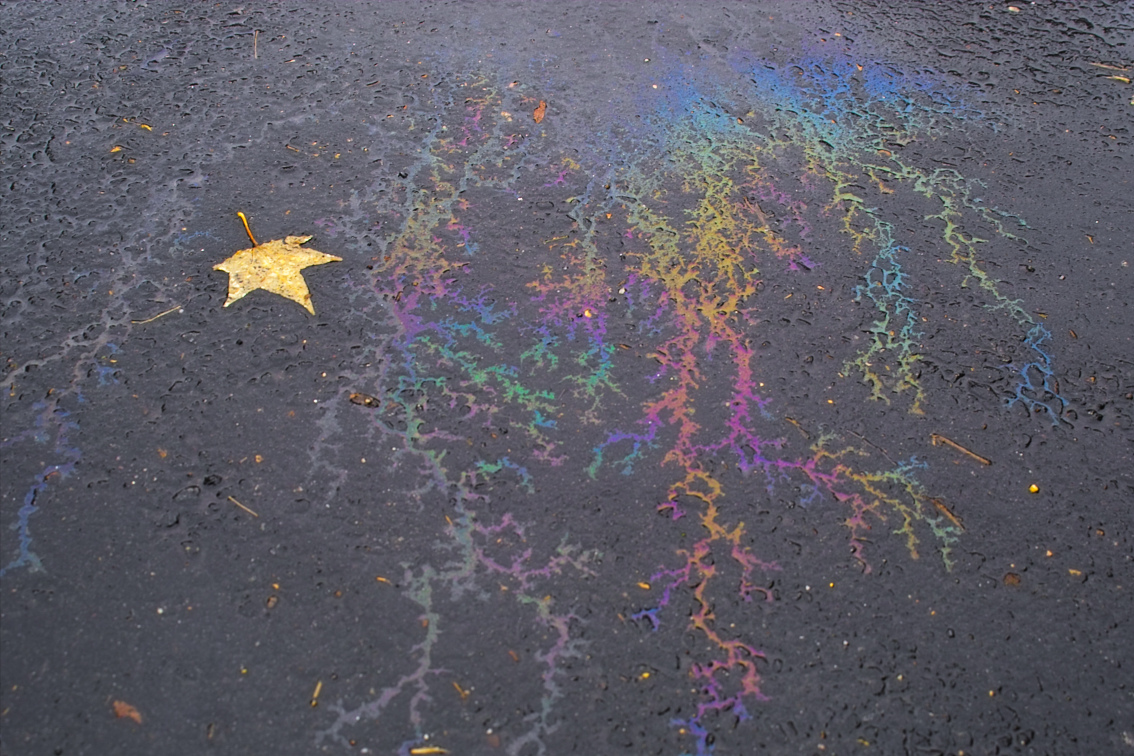
油を含む水

## 構造色の仕組み

### 薄膜による干渉
光の波長程度の薄い膜（薄膜）では、膜の上面で反射する光と下面で反射する光が干渉するため、膜の厚さに対応した波長光が色づいて見える。シャボン玉や油膜に色が付いて見えるのは、このような薄膜干渉（はくまくかんしょう）に起因している。シャボンや油膜の厚さに応じて、様々に色づいて見える。この時に表面に現れる、分光されて生じた虹色の輪状のものをニュートン環(リング)と呼ぶ。これを利用して、目的の形状を持つ透明母材同士の隙間に何らかの液体を間に挟むことで、構造体に掛かる各種応力の影響を偏光板なしに視覚化することが実験的・人工的に行われている。なお、ニュートン環は、透明母材の曲げ等で内部に生じた歪みや微細亀裂等でも生ずることがあるために、これらに関しては後述される他の該当項目も参照のこと。

### 多層膜による干渉
薄い膜を何層も重ねたような構造による光の干渉である。膜厚の組み合わせ、各層の枚数の組み合わせによって干渉の仕方が変化し、様々な色彩が現れる。

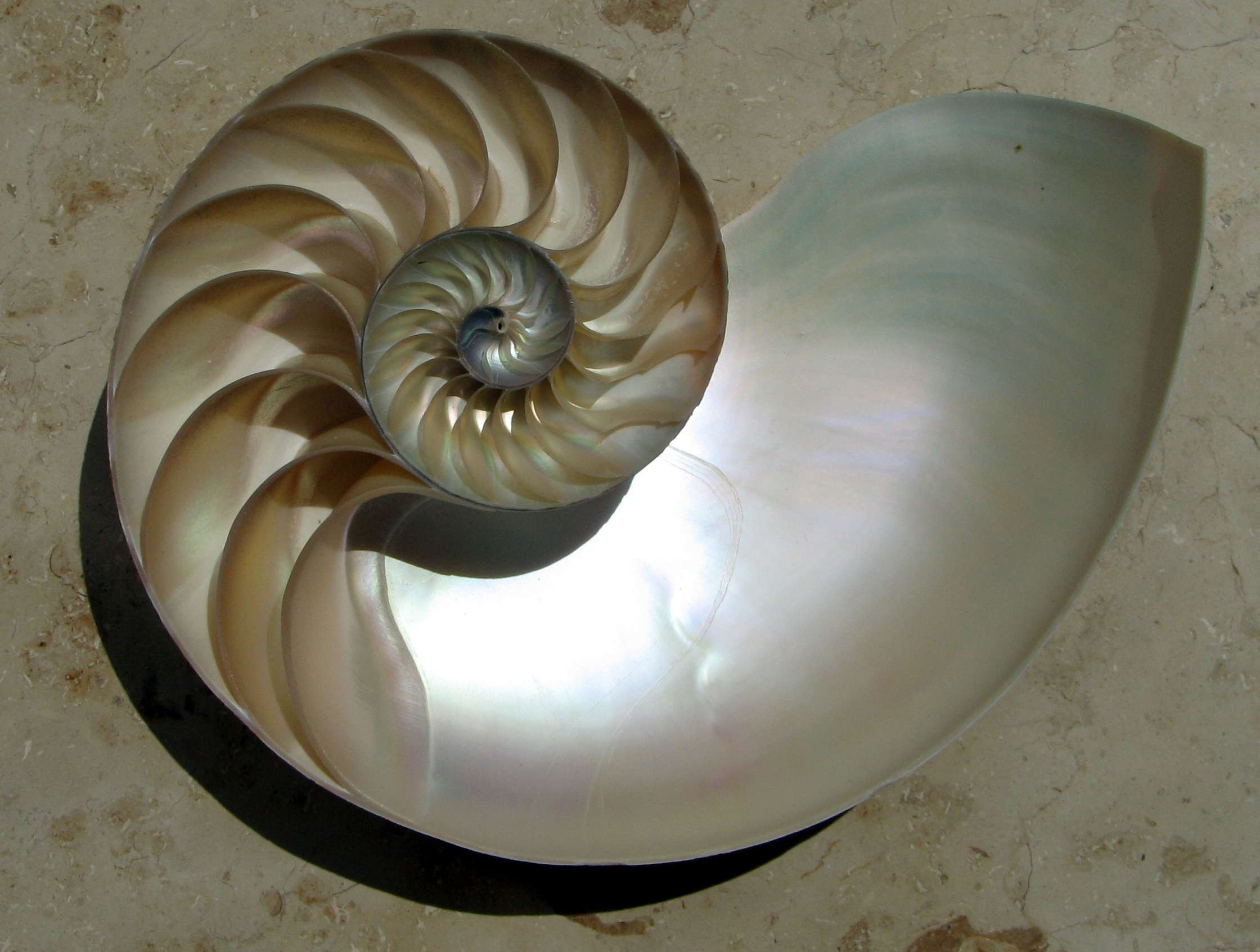
真珠層
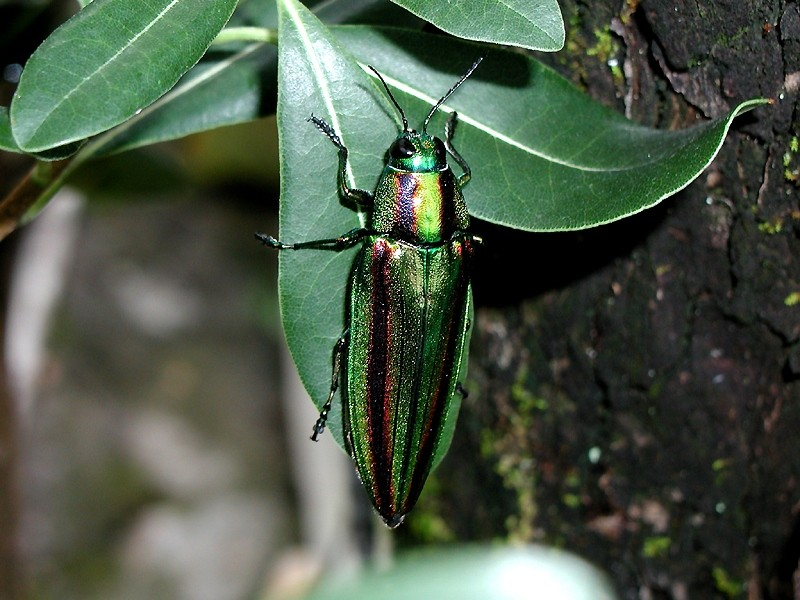
玉虫色

アワビ等の貝殻の内側は、真珠母と呼ばれる炭酸カルシウムの薄膜が層構造を形成しており、1つ1つの層から反射される光が干渉することで、様々な色合いが見られる。
タマムシ、カナブンといった甲虫類に見られる金属光沢に富んだ色彩は、キチン質の層構造によるものである。オオゴマダラといったチョウの蛹も同様に金属光沢のある構造色が見られる。
サンマやイワシといった魚類の体色が銀色なのは、体表にある虹色色素胞中でグアニンの板状結晶（反射小板）と細胞質の積層構造による干渉の効果である。可視光線がほぼ完全に反射されることで、体色が銀色に見える。ルリスズメダイやネオンテトラでは、反射小板と細胞質の膜厚比が大きく異なるため、特定の波長領域の光のみが反射され、鮮やかな色彩がみられる。

### 微細な溝・突起などによる干渉

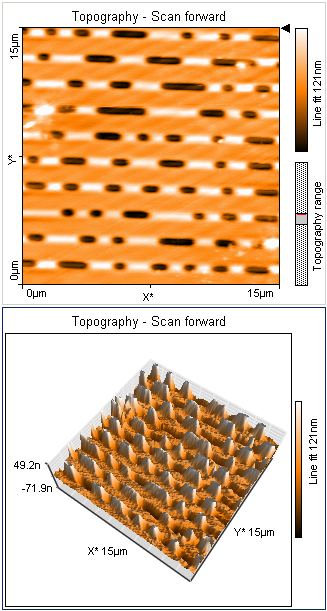
コンパクトディスクの表面構造

コンパクトディスク(CD)やDVD等の"光学記憶媒体"ではアルミ薄膜表面に刻まれた凹凸によってデジタル情報を記録している。この凹凸が回折格子の様に光を干渉するため、記録面側は虹色に見える。同様に、蒼鉛(ビスマス)等の金属結晶等でも、この様な発色を呈する、表面構造が微細な凹凸を持つことから来る、"仮の色彩"で彩る原因となる物質がある。これらの結晶体の表面では、成長中の微細結晶が平面に並ばずに、規則的あるいは不規則に並ぶことにより、前述の光学記憶媒体の記憶面と類似の構造を、天然自然に成す。

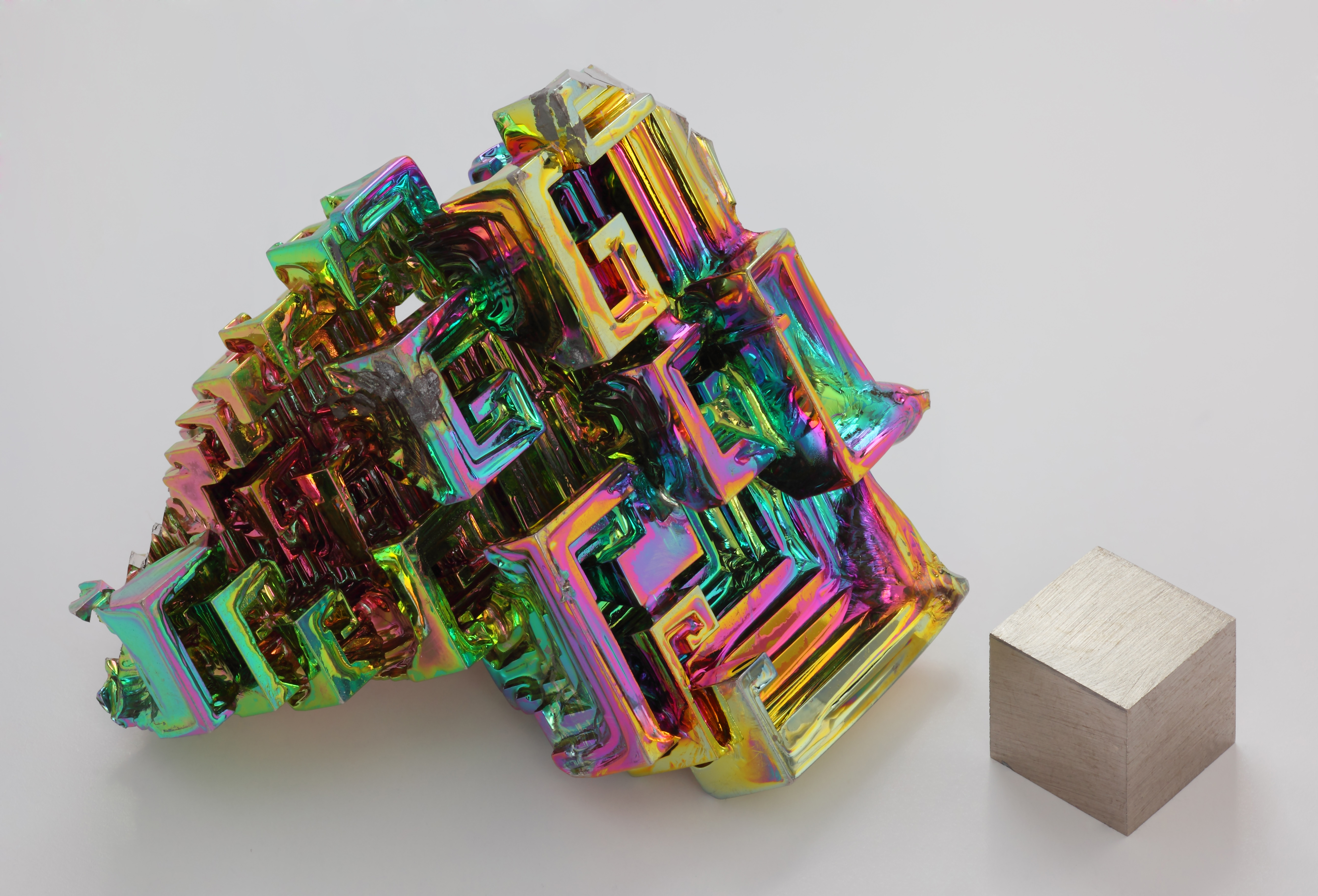
ビスマスの結晶
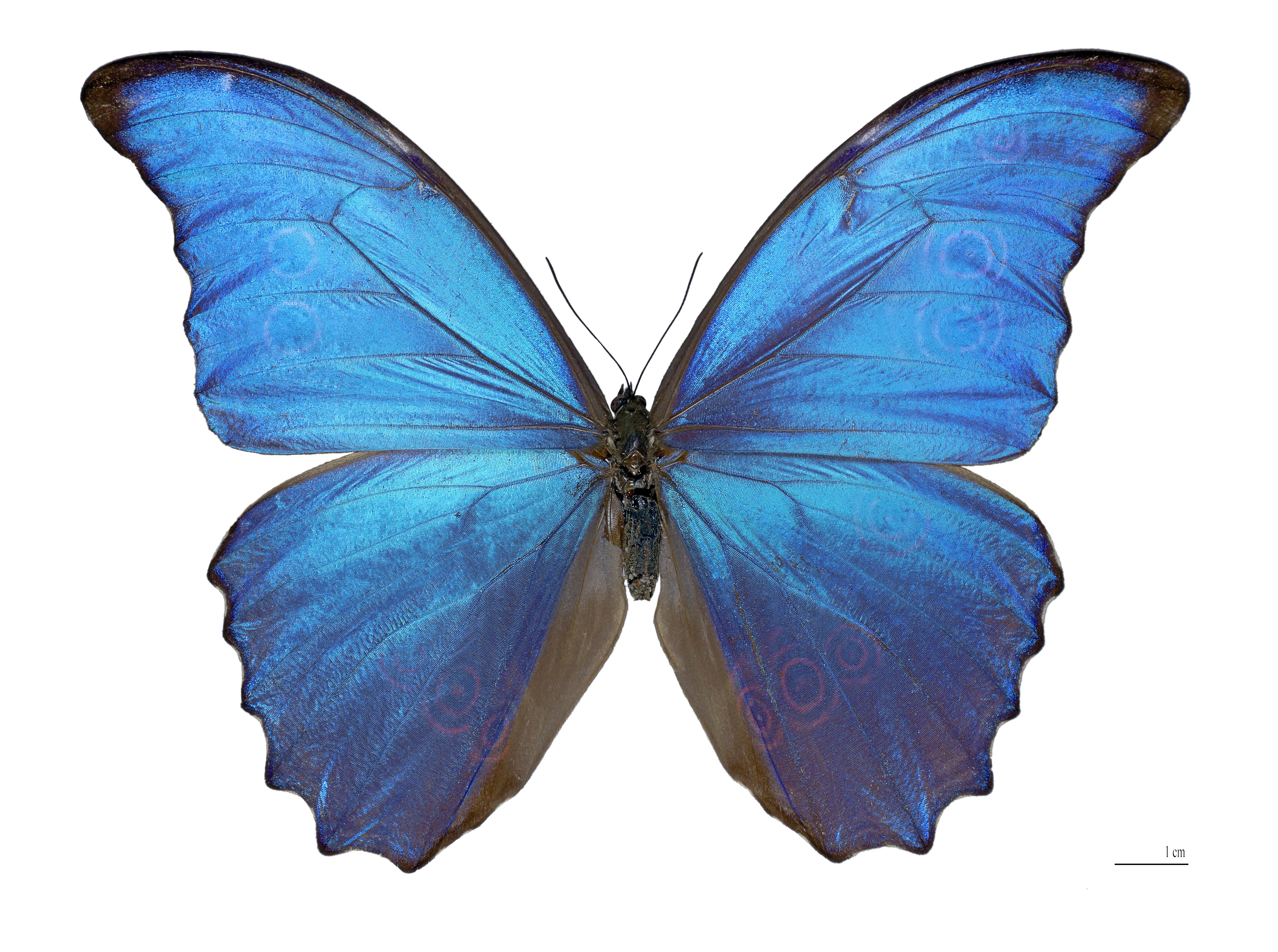
鮮やかな青色を呈するモルフォチョウの翅

『生きた宝石』とも呼ばれるモルフォチョウの翅（はね）は、鮮やかな青色をしているが、これは鱗粉表面に刻まれた格子状の構造による構造色である。この構造は青色の光の波長のちょうど半分にあたる200nm間隔に並んでおり、干渉により青色の光のみが反射される。2003年、松井真二（兵庫県立大学高度産業科学技術研究所教授）らは集束イオンビーム装置を用いて、この構造をシリコン基板上に作り出すことで、モルフォチョウの青色を再現することに成功している。
クジャクやカワセミといった鳥類では、羽毛にある微細な構造によって、鮮やかな色彩が現れる。
透明なプラスチック等に、ある程度以上の負荷を掛け、そこに光を通した場合は、構造体内部に微細な歪みや亀裂を生ずるために、同じく分光を生じ、虹色の線状の変色をもたらす場合がある。母材にこの様な状態が生じた場合は、その部分に、構造上の脆弱性が生じていて、そのままではその部分が破壊されてしまうので、掛かる負荷を取り除くか、低減する必要があることが判る。これを利用して、実験室等では、構造解析等で、負荷の可視化に用いたりすることがある。

### 微粒子などによる散乱
宝石のオパールは、規則的に並んだケイ酸塩の微粒子によって光が干渉し、見る角度によって様々な色彩がみられる。
牛乳が白いのは、脂肪のコロイドが光を散乱するためである。青い空、夕焼けなどの色は、太陽光が大気中の窒素分子や酸素分子によって散乱されるためである。このような、光の波長より小さな粒子による散乱現象はレイリー散乱と呼ばれる。光の波長と同程度の粒子（散乱体）による光の散乱はミー散乱と呼ばれる。雲が白く見えるのはミー散乱によるものである。
温度変化によって分子のねじれが変化する液晶や高分子のマイクロカプセルによる示温材が開発されている。
加熱することにより、色相が変化する。マグカップやフィギュア等に使用されている。

## 産業への応用
- 塗料 日本ペイント マジョーラ
クロマフレア顔料を五層構造にし、光は表面層で約50%、残りの約50%が中央層のオペイク・リフレクター・メタル(Opaque Reflector Metal)で反射するように作られている。
- 繊維素材 帝人 モルフォテックス
1995年、日産自動車、帝人ファイバー、田中貴金属工業の3社によって、構造色を有する繊維「モルフォテックス」が開発された。「モルフォテックス」では、屈折率の違なるポリエステルとナイロンからなる数10nmオーダーの多層構造によって光が干渉し、見る角度によって赤・緑・青・黄と様々な色彩が見られる。
- 金属素材 新日鐵住金 TranTixxii(トランティクシー)チタン
高機能金属であるチタンは、酸素との相性の良さから特有の強固な酸化被膜を有し、貴金属（プラチナ）並みの海水耐蝕性を有する。この酸化被膜は無色透明であり構造色を有するが、ナノオーダーでの被膜膜厚の制御・変化抑制が困難で色が変化してしまうことから、工業的な意匠利用は不可能であった。2001年に新日鐵住金が被膜膜厚の制御・変化抑制を確立し積極的に多彩な色彩を打ち出した（厚みに応じて赤系・緑系・青系・黄系と様々な色彩が見られる）。(2017年一連の技術群をブランド化:TranTixxiiブランド)